# Hmoud Al-Attawi
 (septembre 2023).
La mise en forme du texte ne suit pas les recommandations de Wikipédia : il faut le « wikifier ».
Les points d'amélioration suivants sont les cas les plus fréquents. Le détail des points à revoir est peut-être précisé sur la page de discussion.
- Les titres sont pré-formatés par le logiciel. Ils ne sont ni en capitales, ni en gras.
- Le texte ne doit pas être écrit en capitales (les noms de famille non plus), ni en gras, ni en italique, ni en « petit »…
- Le gras n'est utilisé que pour surligner le titre de l'article dans l'introduction, une seule fois.
- L'italique est rarement utilisé : mots en langue étrangère, titres d'œuvres, noms de bateaux, etc.
- Les citations ne sont pas en italique mais en corps de texte normal. Elles sont entourées par des guillemets français : « et ».
- Les listes à puces sont à éviter, des paragraphes rédigés étant largement préférés. Les tableaux sont à réserver à la présentation de données structurées (résultats, etc.).
- Les appels de note de bas de page (petits chiffres en exposant, introduits par l'outil «  Source ») sont à placer entre la fin de phrase et le point final[comme ça].
- Les liens internes (vers d'autres articles de Wikipédia) sont à choisir avec parcimonie. Créez des liens vers des articles approfondissant le sujet. Les termes génériques sans rapport avec le sujet sont à éviter, ainsi que les répétitions de liens vers un même terme.
- Les liens externes sont à placer uniquement dans une section « Liens externes », à la fin de l'article. Ces liens sont à choisir avec parcimonie suivant les règles définies. Si un lien sert de source à l'article, son insertion dans le texte est à faire par les notes de bas de page.
- La présentation des références doit suivre les conventions bibliographiques. Il est recommandé d'utiliser les modèles {{Ouvrage}}, {{Chapitre}}, {{Article}}, {{Lien web}} et/ou {{Bibliographie}}. Le mode d'édition visuel peut mettre en forme automatiquement les références.
- Insérer une infobox (cadre d'informations à droite) n'est pas obligatoire pour parachever la mise en page.

Pour une aide détaillée, merci de consulter Aide:Wikification.
Si vous pensez que ces points ont été résolus, vous pouvez retirer ce bandeau et améliorer la mise en forme d'un autre article.
 (septembre 2023).
 (septembre 2023).
Hmoud Al-Attawi (arabe : حمود العطاوي, né en 1986) est un artiste multidisciplinaire saoudien.

## Biographie
L'œuvre «Fourmis Aveugles» est un exemple phare de l'approche innovante d'Al-Attawi en matière d'expression artistique, reflétant son engagement à explorer de nouvelles voies de créativité dans le cadre de la culture saoudienne et au-delà,.
Le portfolio d'Al-Attawi est marqué par des œuvres stimulantes qui explorent des thèmes profonds et des récits sociaux. «Connection» (2019) en est un exemple, tissant habilement ensemble le symbolisme sacré et la technologie moderne. Cette œuvre offre une exploration de l'interaction entre la dévotion spirituelle et l'innovation technologique, contribuant au dialogue en cours dans le domaine de l'art contemporain.
Un aspect clé de la narration artistique d'Al-Attawi réside dans son engagement envers le patrimoine culturel saoudien et sa détermination à préserver les héritages historiques. L'œuvre «Les Piliers d'Al Nourhah» (2021), présentée à la Biennale de Diriyah,, est un bon exemple. Dans le contexte plus large de l'exploration thématique de l'exposition, cette pièce témoigne de la contribution d'Al-Attawi aux discussions sur la transformation sociétale et la continuité historique en Arabie saoudite.
Le travail d'Al-Attawi va au-delà de l'esthétique, car il utilise habilement son art pour aborder des questions sociales complexes. «Le Labyrinthe de la Duperie»,,, en est un exemple marquant, où environ 800 barrières en ciment, à l'origine des symboles de défense contre les menaces terroristes, sont utilisées pour transmettre la narration historique de Riyad et sa transformation dans le contexte de l'art contemporain. Cette installation reflète la perspective nuancée d'Al-Attawi sur l'impact sociétal du terrorisme et des conflits idéologiques.
La connexion d'Al-Attawi au paysage désertique et son engagement social se traduisent par des œuvres qui résonnent avec une signification culturelle tout en offrant une perspective fraîche sur l'art contemporain. «Dwelling» (décembre 2020), une exposition dans laquelle Al-Attawi a joué un rôle clé, illustre sa capacité à encapsuler la dynamique et le récit en évolution des sociétés arabes dans sa vision créative.
En 2016, Al-Attawi a cofondé Wasm Studio, un hub artistique et culturel basé à Riyad, avec l'artiste contemporain saoudien Saad Howede.